# Tetradium
Tetradium – rodzaj roślin z rodziny rutowatych. Obejmuje 9 gatunków. Dawniej gatunki tu zaliczane włączane były do rodzaju ewodia Euodia (stąd myląca nazwa zwyczajowa jednego z gatunków). Występują one w południowo-wschodniej i wschodniej Azji od Himalajów po Japonię, Filipiny i Jawę. Centrum zróżnicowania stanowią Chiny, gdzie rośnie 7 gatunków, ale też tylko jeden z nich jest endemitem tego kraju. Rosną w różnych formacjach leśnych.
Jako drzewa ozdobne uprawiane są ewodia Daniella T. daniellii i T. fraxinifolium. Owoce tego drugiego używane są do sporządzania sosu chutney oraz leczniczo. T. ruticarpum wykorzystywany jest leczniczo w Chinach od co najmniej dwóch tysięcy lat jako środek przeciwrobaczy.

## Morfologia
PokrójKrzewy i drzewa osiągające do 20 m wysokości. Pędy pokryte pojedynczymi, prostymi włoskami.
LiścieSezonowe i zimozielone, skrętoległe, nieparzysto pierzastozłożone z 1–9 listkami.
KwiatyZwykle jednopłciowe (rośliny dwupienne i jednopienne), drobne i zielonkawe. Zebrane są w szczytowe lub wyrastające w kątach liści, ale w szczytowych częściach pędów wiechy i baldachogrona. Działki kielicha w liczbie 4 lub 5 zrośnięte nasadami, drobne. Płatki korony w tej samej liczbie rozpostarte, na szczycie haczykowate. Pręciki w liczbie odpowiadającej płatkom są od nich 1,5 raza dłuższe w kwiatach męskich, podczas gdy w żeńskich zredukowane są do krótkich, języczkowatych prątniczek. Zalążnie w kwiatach męskich są szczątkowe, a w żeńskich składają się z jednego do pięciu owocolistków połączonych nasadami, poza tym wolnych, jednokomorowych z dwoma zalążkami w każdej komorze. Szyjki słupka wyrastają z nich szczytowo i zakończone są podzielonymi znamionami.
OwoceMieszki w liczbie od 1 do 5, zawierających jedno lub dwa błyszczące, czarne nasiona.

## Systematyka
Pozycja systematyczna
Rodzaj z podrodziny Toddalioideae z rodziny rutowatych Rutaceae.
Wykaz gatunków
- Tetradium austrosinense (Hand.-Mazz.) T.G.Hartley
- Tetradium calcicola (Chun ex C.C.Huang) T.G.Hartley
- Tetradium daniellii (Benn.) T.G.Hartley – ewodia Daniella
- Tetradium fraxinifolium (Hook.) T.G.Hartley
- Tetradium glabrifolium (Champ. ex Benth.) T.G.Hartley
- Tetradium ruticarpum (A.Juss.) T.G.Hartley
- Tetradium sambucinum (Blume) T.G.Hartley
- Tetradium sumatranum T.G.Hartley
- Tetradium trichotomum Lour.